# Spondylosoma
Spondylosoma (Spondylosoma absconditum) – znany z nielicznych skamieniałości archozaur o niepewnej pozycji systematycznej. Żył w środkowym lub późnym triasie (ladyn lub karnik) na terenach dzisiejszej Ameryki Południowej. Jego szczątki znaleziono w Brazylii (w stanie Rio Grande do Sul).
Opisany na podstawie kręgów, żeber i kości ramienia. W przeszłości rodzaj Spondylosoma bywał zaliczany do dinozaurów, zazwyczaj do rzędu dinozaurów gadziomiednicznych (Saurischia); uważano go za prozauropoda lub za bliskiego krewnego staurikozaura. Jeżeli rodzaj Spondylosoma faktycznie należał do dinozaurów, to był on jednym z najwcześniejszych i najprymitywniejszych przedstawicieli grupy. Jednak Galton (2000) stwierdził, że zachowane kości spondylosomy budową przypominają raczej kości rauizuchów niż dinozaurów i wstępnie zaliczył spondylosomę do rodziny Rauisuchidae. Zdaniem Langera (2004) na podstawie znanych skamieniałości spondylosomy nie da się jednoznacznie stwierdzić, jaka była pozycja filogenetyczna tego rodzaju; możliwa jest zarówno jego przynależność do dinozaurów, jak i do rauizuchów. Nesbitt i współpracownicy (2017) uznali go za bazalnego przedstawiciela grupy Avemetatarsalia nienależącego do dinozauromorfów ani pterozauromorfów, szczególnie blisko spokrewnionego z rodzajami Dongusuchus, Yarasuchus i Teleocrater.